# Єреміно (Калузька область)
Єреміно (рос. Еремино) — присілок в Юхновському районі Калузької області Російської Федерації.
Населення становить 21 особу. Входить до складу муніципального утворення Присілок Порослиці.

## Історія
Від 2004 року входить до складу муніципального утворення Присілок Порослиці

## Населення
1. Н/Д[2]